# 赫伯斯普林斯
赫伯斯普林斯（英語：Heber Springs）是一個位於美國阿肯色州克利本縣的城市。根據2020年美國人口普查，該地共人口6969人，而該地的面積約為23.55平方千米。同時該地也是克利本縣的縣治。

## 地理
赫伯斯普林斯的座標為35°29′40″N 92°02′21″W / 35.49444°N 92.03917°W，而該地的平均海拔高度為104米（即341英尺）。